# Альгерміссен
Альгерміссен (нім. Algermissen) — громада в районі Гільдесгайм в Нижній Саксонії, Німеччина. Знаходиться за 12 км на північ міста Гільдесгайм, і за 20 км на південний схід від Ганновера.
Площа — 35,62 км2. Населення становить 7989 ос. (станом на 31 грудня 2021).

## Історія
Найстаріший документ згадки Альгерміссен походить з 985 року. Назва міста походить від відомої німецького сім'ї, які жили в цьому районі до Революції 1848—1849 років, Альгерміссен були у революційній партії і були вигнані з Німеччини, коли революція була придушена. Сім'я переїхала в штат Міссурі, у Сполучених Штатах, але місто продовжувало нести своє ім'я.

## Галерея

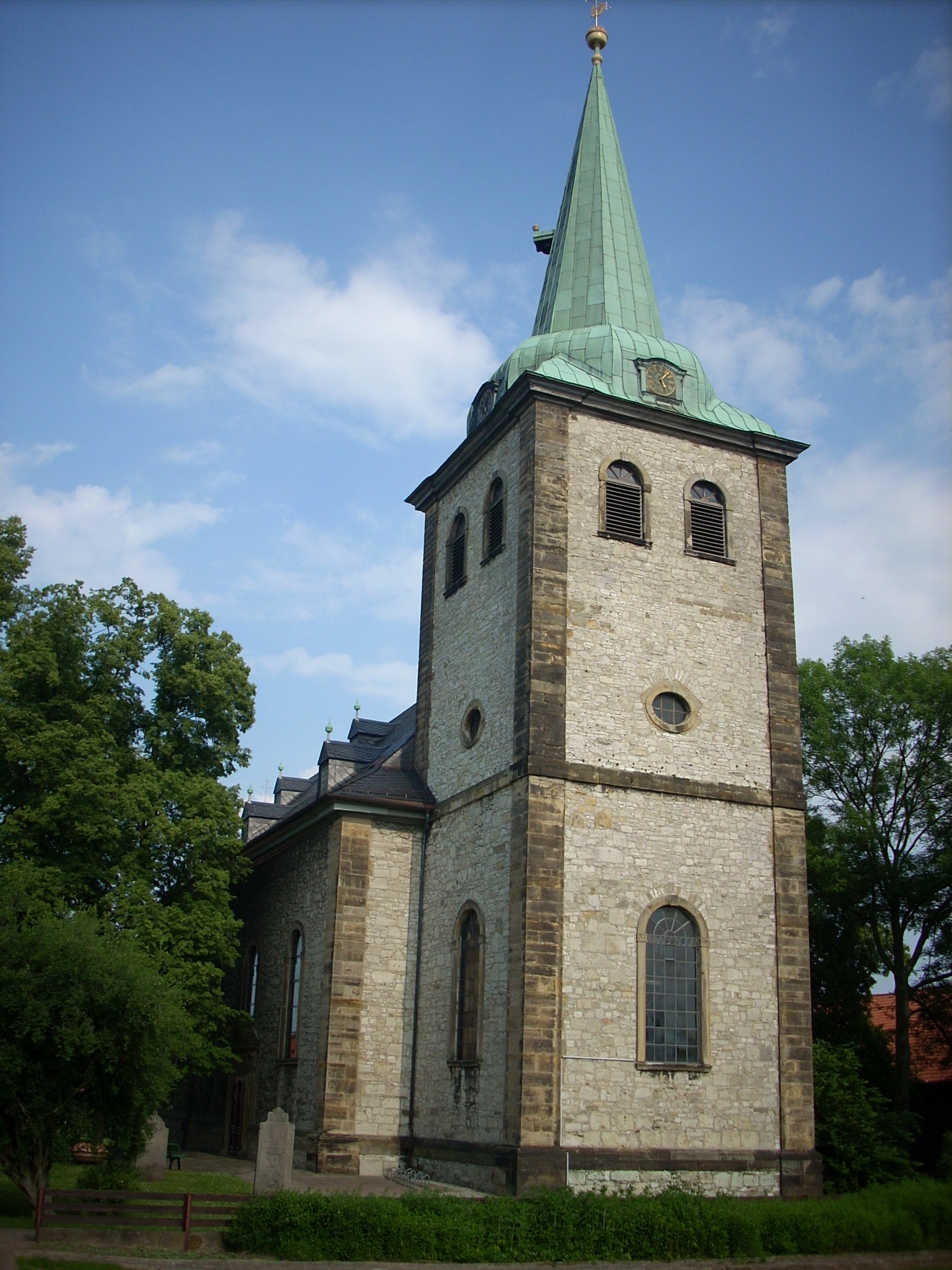
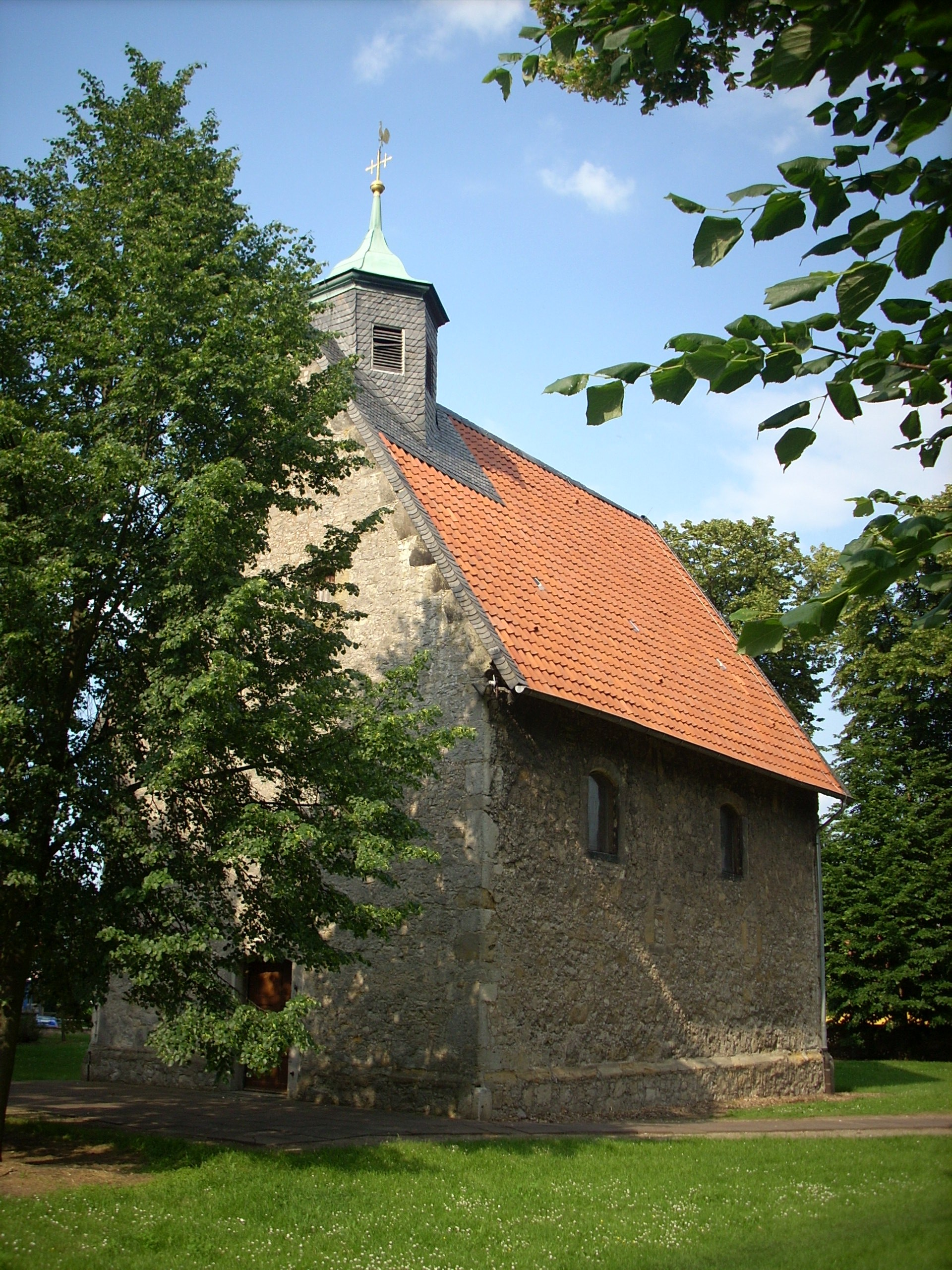
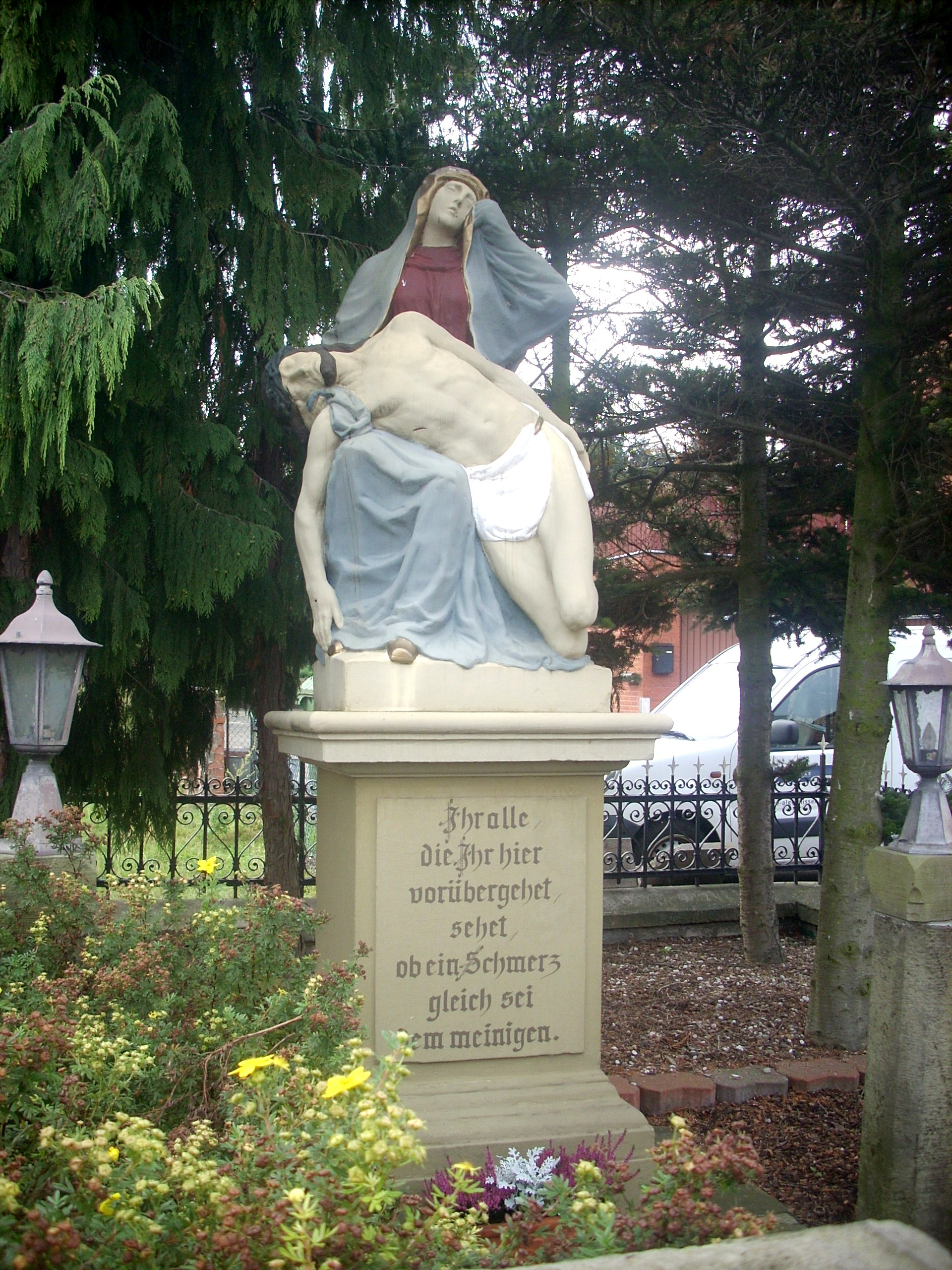

## Визначні персони
- Даян Крюгер — німецька актриса і модель, народжена в Альгерміссені.